# Carl Johan Holm
Carl Johan Holm, född den 25 augusti 1781 i Helsingfors, död den 3 juni 1867 i Själevad, var en svensk präst och skriftställare.

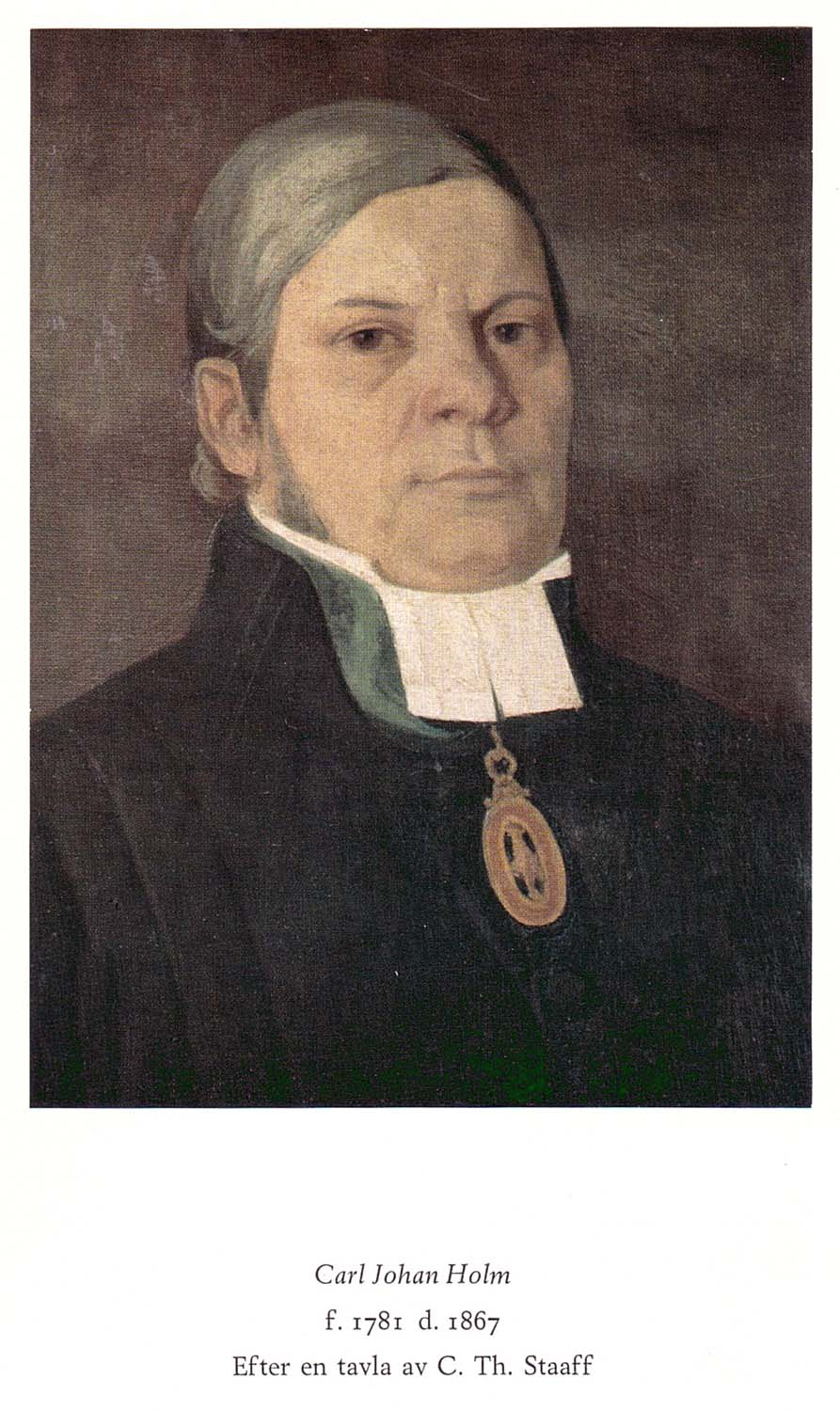
Porträtt av prosten Carl Johan Holm verksam i Själevad församling

Holms far var skomakarmästaren Hans Holm i Helsingfors och modern torpardottern Margareta Elisabet Grönlund från Sjundeå socken i Nylands län. De gifte sig hösten 1780 och fick 9 barn varav 6 dog i tidig ålder. Föräldrarna var fattiga, men Holm sattes 1792 i Räkneklassen i Storskolan i Helsingfors med avsikt att lära sig skriva och räkna för att kunna antingen utbilda sig till hantverkare eller få tjänst hos någon handlare. Han var begåvad och han fick även gratis privatundervisning så han blev student 1800 och tog i maj 1805 filosofie kandidatexamen vid Åbo akademi med kemi, fysik och naturalhistoria som huvudämnen och förklarad ad modum dignus (värdig). Senare samma månad försvarade han avhandlingen "De sulphate Ammoniacae et Magnesiae" (Om ammonium- och magnesiumsulfat) och blev därefter promoverad till filosofie magister.
I oktober 1806 konstituerades Holm som extra ordinarie bataljonspredikant vid Savolaks jägarregemente och året därpå prästvigdes han i Borgå samt förordnades till prästerligt biträde hos pastorn i Sysmä. Under 1808–09 års krig bevistade Holm flera av de mest ryktbara drabbningarna. År 1810 blev han bataljonspredikant och 1814 regementspastor vid Hälsinge regemente.
År 1824 utnämndes han till kyrkoherde i Själevads pastorat i Västernorrlands län och 1837 blev han kontraktsprost. Vid riksdagarna 1834–35 och 1850–51 var han ledamot av prästeståndet. 
Holm är i främsta rummet minnesvärd genom sina i flärdfri ton hållna minnesanteckningarna från fälttågen mot Ryssland åren 1808 och 1809. Han var även en verksam befordrare av allmogens ekonomiska förkovran och utgav flera skrifter, avsedda att sprida nyttig kunskap bland folket. Dessutom offentliggjorde han bland annat förslag till representationsförändring av riksdagen.

## Person och familj
Holm som person kan beskrivas med två citat hämtade från Svenskt Biografiskt lexikon. Det första av landshövdingen och samarbetspartnern Mörner med: "Om jag skulle tänka mig idealet av en krigspräst under Karl XII, så skulle jag hämta det av prosten Holm i Själevad; med en allvarsam, sträng blick förenar han även ett uttryck av välvilja... Oböjlig, då han ej tror sig hava orätt, giver han ej vika av svaghet; och med det finska nationallynnet framstår tillika hos honom en varm kärlek för fäderneslandet" och det andra från vedersakarna annaniterna med att: "vara i allt en djävulens tjänare".
Holm var gift två gånger. Hans första hustru var Ingrid Margareta Bågenholm, som avled i februari 1829 och efterlämnade åtta minderåriga barn. Andra hustrun var Catarina Elisabeth Hambræus, dotter till kontraktsprosten Lars Hambræus, med vilken han fick 6 barn, varav 2 dog i späd ålder.
Egendomen Karlslund i Själevad inköptes 1829 och motivet antas ha varit, att i händelse av hans eget frånfälle skulle den bereda ett hem och underhåll åt hans efterlevande. Holm bodde på Carlslund tills han avled 1867.

## Verksamhet i Själevad
Holm tillträdde kyrkoherdebefattningen i Själevad 1 maj 1824 efter att företrädaren avlidit vid 87 års ålder och under de senaste 26 åren lidit av svårartad sinnessjukdom så församlingen var eftersatt. Han började genast bekämpa dryckenskap och bristande laglydnad hos församlingsborna och därefter engagera sig i samhällsstrukturella frågor med huvudinriktning på skola, fattigvård, religionsutövning och lantbruk.

### Folkskolan
Då Holm tillträdde tjänsten i Själevad fanns ingen folkskola utan barnen undervisades nödtorftigt av föräldrarna i hemmet och av en del äldre personer i byarna samt församlingens klockare. Vid husförhören visade sig läskunnigheten vara skral och han verkade för bättring, men det var först när han blivit kontaktprost han fick en stabilare plattform att verka från, men det var ändå trögt. Vid biskopsvisitationen 1825 noterade biskopen att församlingen saknade skolmästare och fortfarande 1836 motsatte sig sockenstämman Holms förslag att en skolmästare skulle anställas. Två år senare beslutade kontraktets präster att efter sådden införa söndagsskola för barnen för att delvis kompensera för lärarbristen. Svårigheterna att bygga upp en fungerande skolverksamhet var generell i området. Exempelvis fastställde Härnösands domkapitel så sent som 1846 att endast en fast skola skulle organiseras där och att distriktsskolor fick anstå tills vidare.
Grunden till avogheten att införa folkskola var delvis ekonomiskt motiverad eftersom det dels skulle medföra byggkostnader och dels var tillståndet i församlingen sådant, att av 420 barn bedömdes 200 vara i sådana omständigheter att församlingen måste bereda sig på att bekosta både deras kläder och underhåll under skoltiden.
I och med 1842 års folkskolestadga och förordning att en folkskola skulle finnas i varje församling kunde införandet av en fast organiserad skola successivt genomföras och 1847 anställdes den första fasta läraren Eric Johan Sjölund, som dock slutade efter något år och 1850 anställdes Carl Johan Huss, som stannade yrkesverksamma livet ut. Vid biskopsvisitation samma år anges att antalet barn i skolåldern var 348 varav 260 fick skolundervisning. Vid visitationen 1861 angavs att läraren hade 439 barn att undervisa varav 305 vid den fasta skolan och resterande vid ambulerande skolverksamhet, vilket fick Holm att yrka på anställning av två lärarinnor, vilket kom att dröja till 1865, då första diakonissan anställdes som ambulerande lärare.
Hösten 1847 stod socknens och därmed Örnsköldsviks köpings första skolhus klart.
Holm höll själv i konfirmationsundervisningen till samtliga församlingens barn.
Holm beskrivs som en godhjärtad rättskaffens man men å andra sidan en härskarnatur, som krävde omutlig lydnad vilket föranledde konflikt med länsmannen Engblom, "Själa-kungen" kallad och riksdagsmannen Hörnfeldt, vilket tillsammans med åldern på sikt dämpade Holm i arbetet med att bygga upp skolan efter sina strikta riktlinjer utan det arbetet kom alltmer att tas över av andra.

### Kyrkliga stridigheter
Vid sekelskiftet kring 1800 hade Svenska kyrkan till stor del anammat en neologisk inriktning, vilken mötte motstånd bland de stillsamma och gudfruktiga "gammelläsarna" i Norr- och Västerbotten. I Piteåtrakten avsöndrades från dessa kring 1805 de så kallade "nyläsarna", som var mer stridbara och enbart förlitade sig på bibeln och Luthers skrifter. Rörelsen spred sig till Ångermanland via hungerflyktingar omkring 1830. I Ångermanland antog rörelsen en mer fanatisk och aggressiv karaktär med Mor Anna (Anna Johansdotter Norbäck) som centralgestalt för vad som kom att kallas annaniterna. Dessa kom att ha bittra fejder med prosten Holm som var en kompromisslös representant för statskyrkan med följd av ömsesidiga anklagelser och även rättegångar som initierades av prosten. Det var först under Holms sista årtionde, som striden avstannade där hans tilltagande sjuklighet antas ha bidragit till att han blev mjukare i sin kontakt med antagonisterna.

### Socialt arbete

#### Försäkringsverksamhet
Redan år 1827, då som ganska nytillträdd kyrkoherde startade Holm en form av försäkringsverksamhet för skadeersättning till fattiga torpare, icke blott för deras hus och gårdar utan också för spannmål och kreatur, som förlorats genom olyckshändelse. Denna följdes 1831 av en sparlåneinrättning där församlingen i sina visthus alltid hade en låst lår med nyckeln förvarad i sakristian. Totalt innehöll förrådet 820 tunnor med "dugligt korn", som skulle användas som utsäde vid missväxt.

#### Prostens skytteförening
Den sociala ambitionen som också avsågs som ett samhällsskydd behöll Holm livet ut och ett exempel är att han organiserade en skytteförening som konstituerades i januari 1858. Till föreningens ordförande valdes den då 77-årige kontraktsprosten, som sedan lät uppläsa en kungörelse i kontraktets kyrkor om föreningen och dess syfte. Föreningens uppgift var att allmogens söner och drängar skulle tränas i att hantera skjutvapen, så de kunde skydda hus och gårdar mot röveri, plundring och förstörelse från "ryska små hopar". Vid årlig provskjutning utdelades penningpriser på 30, 20 och 15 Rdr - en hög summa för en dräng.
Skytteföreningen var olik andra skytteföreningar då medlemmarna inte själva deltog i tävlingarna utan endast utgjorde det ekonomiska underlaget för föreningen. Detta kom ett par år senare att kritiseras i Aftonbladet som hävdade att föreningar av den här typen borde syfta till att föra de olika "folkklasserna" närmare varandra. Mot Aftonbladet argumenterade Holm att de som betalade, "herrarna" (allmogen), hade betydligt större möjligheter till ledighet och tillfällen till övningar än sönerna och drängarna, vilket skulle innebära att herrarna troligen skulle vinna alla tävlingar. Det fanns då bättre förutsättningar att folkklasserna lärde känna varandra och umgås under träningarna, när herrarna undervisade och hjälpte de oerfarna i vapenhantering och skytte. 

## Jord- och skogsbruk
I norra Ångermanland var sedan gammalt linhantering en viktig verksamhet och inkomstkälla, men ökande konkurrens, bristande kommunikationer och stagnation i utvecklingen hade medfört att villkoren försämrats vid tiden för Holms tillträde som prost. Han insåg att en uppryckning måste ske för att linneindustrin i området skulle överleva. Han anlade personligen ett blekeri efter holländskt mönster och redan första året lät Hushållningssällskapet bleka 1000 alnar lärft som vävts av fattiga personer.

### Äng
Holm inledde då han tillträtt prosttjänsteboställe år 1824 med röjning av sly och buskmarker som kom att användas till ängar och på ett år skall det ha rört sig om 70 tunnland, det vill säga cirka 35 hektar. Ett motsvarande hävdande av ängar fortsatte senare på inköpta marker och han utfärdade detaljerade redogörelser får ängarnas skötsel, där han bland annat var emot markbränning, då den förstörde det översta matjordlagret. År 1844 erhöll han Hushållningssällskapets premie for framgångsrik ängsskötsel .

### Åker
Inom åkerbruket införde Holm gödsling på sina ägor, ordentlig jordbearbetning med dikningar, plöjning och harvning kombinerat med ett fyrskiftes växelbruk som inkluderade träda, ogräsbekämpning och växtföljd som varierade något beroende på åkerns jordart. Korn och råg utgjorde sädesslagen och potatis ingick på sandig jord. Holm hade iakttagit, att efter år med odling av ärtor växte andra grödor bättre och ärtodling infördes därför som inledning inför trädan. Skördeutfallet förbättrades kraftigt i och med förändringarna i jordbruket, vilket visas av ett skördeutfall på 4:e kornet avkastning med korn (sädesslaget) 1824, fick han 6:e kornet året därpå, 14:e kornet 1829 och år 1832 erhölls 18:e kornet skörd. Rågskördarna visade ännu bättre resultat med upp till 26-34:e kornet.
I sin lärobok för allmogen anger han 10:e kornet som ett allmänt produktionsmål. 

### Djurhållning
Inom boskapsskötsel hävdade Holm att det var bättre att föda upp tre goda välnärda kor, som kunde ge kalvar och mjölk samt gödsel för åkern än fem undernärda och illa skötta. Det innebar att han höll cirka hälften av det vanligen förekommande antalet djur per areal. Så anges att han höll sammanlagt 28 kor på sina hemmanen i stället för det dubbla om han följt dåtida praxis. Det som skulle räknas var resultaten, så uppnåddes exempelvis 1861 en medelavkastning på 1 900 liter mjölk per ko med toppnotering på 2 350 liter. Som jämförelse kan nämnas att dagens svenska ko lämnade nästan 9 000 liter mjölk under år 2017.
Holm drev aktiv boskapsavel med inhemska raser, men han var främmande för och reagerade mycket kraftigt mot införsel av raser från andra länder.

### Skogsskötsel
Skogen skulle vårdas med omsorg och Holm var mycket negativ till de 50-åriga avverkningskontrakten. I mitten av 1850-talet agerade Hushållningssällskapet med en framställning hos Kunglig Majestät om vidtagande av åtgärder till skogarnas långsiktiga skötsel och vård, vilket stöddes av Holm.

## Bildandet av Örnsköldsviks köping
Norra Ångermanland hade ett bördigt omland men saknade stad eller köping till förfång for näringslivet och det fanns sedan lång tid tillbaka därför tankar på att bilda en köping med stor hamn som tillät djupgående fartyg. Holm blev snabbt tillsammans med landshövding Mörner bland de ledande i arbetet att bilda köping och skaffade sig noggranna uppgifter om vägar, vikarnas djupförhållanden och liknande för utbyggnad av infrastruktur. Han förordade därefter Lungångersfjärdens innersta vik som lämpligaste platsen för köpingen. Han kom då i häftig konflikt med handlanden Johan Ödberg i Lunne, som förordade Strömsundet i Arnäs knappt en mil norrut. Ett beslut av Kungl. Maj:t daterat 6 oktober 1842 avgjorde emellertid köpingens placering i enlighet med Holms rekommendation och köpingen fick namnet Örnsköldsviks köping inom Själevads socken.

## Riksdagsledamot
Holm ingick som representant för Härnösands stifts präststånd under två perioder. Han var en av dem som insåg att Riksdagen behövde reformeras både avseende dess sammansättning och arbetssätt, där det senare som var mycket omständligt och långsamt och skulle kunna förenklas och effektiviseras. Det resulterade bland annat i ett förslag 1836 om representationsförändring och förenklad handläggning av riksdagsarbetet.

## Urval tryckta böcker och skrifter utgivna av eller som berör Holm
- Holm, Carl Johan (1836). Anteckningar öfer fälttågen emot Ryssland åren 1808 och 1809. Stockholm: Norstedt
- Holm, Carl Johan (1819). Christendoms frågor till skriftebarnens tjenst upsatta af Carl Johan Holm. Gefle, tryckt hos Eric Gustaf Löf 1819.. Gävle
- Holm, Carl Johan (1852). Till allmogen i Westernorrlands län: kort beskrifning öfver boskaps- och ladugårds skötseln. Hernösand
- Holm, Carl Johan (1830). Anmärkningar wid det år 1828 utgifna Förslag till kyrko-lag och ordning för swenska församlingen. Hernösand
- Holm, Carl Johan (1836). Förslag till Representationsförändring, samt till Enklare behandling af Riksdagsgöromålen, så att långa Riksdagar undvikas må.. Stockholm
- Rättegångshandlingar mellan smeden C. F. Kolm, kärande, och herr prosten Carl Johan Holm, svarande, ang. den senares kurra gömma, m.m. På Kolms bekostnad till trycket befordrade.. 1838